# Theatricality
"Theatricality" là tập thứ 12 của loạt phim truyền hình Mỹ Glee. Tập phim gồm các phiên bản cover từ năm ca khúc, tất cả chúng đều được phát hành dưới dạng đĩa đơn tải nhạc số và ba trong số đó có trong album soundtrack Glee: The Music, Volume 3 Showstoppers.